# 伊勒里登
伊勒里登是德国巴登-符腾堡州的一个市镇。总面积18.17平方公里，总人口3377人，其中男性1691人，女性1686人（2011年12月31日），人口密度186人/平方公里。

## 友好城市
- 法國 埃纳河畔新城